# گرونتمیژ
گرونتمیژ (انگلیسی: Grontmij) شرکت مهندسی سوئدی است، که در سال ۱۹۱۵ تأسیس شد.